# Silva Jardim
Silva Jardim é um município brasileiro das Baixadas Litorâneas, no estado do Rio de Janeiro.
Sua população é de 21.352 habitantes, segundo o Censo 2022 do Instituto Brasileiro de Geografia e Estatística.
O nome do município era Capivari até meados de 1890, quando fora renomeado em homenagem à Antônio da Silva Jardim, jornalista nascido no município.

## Geografia
Localiza-se 35 metros acima do nível do mar. faz limites com os municípios de Casimiro de Abreu, Nova Friburgo, Rio Bonito, Cachoeiras de Macacu e Araruama. Ocupa uma área de 937,755 m².

### Bioma
O bioma de Silva Jardim é a Mata Atlântica.

## Infraestrutura

### Transportes
O município de Silva Jardim é atravessado, do limite de Rio Bonito até o limite de Casimiro de Abreu, pela rodovia BR-101, a qual atende aos moradores de algumas das principais localidades do município, como Caxito, Varginha, Lucilândia e Boqueirão, além de cruzar a Reserva Biológica Poço das Antas, em Aldeia Velha.
Silva Jardim também já teve serviço de transporte ferroviário, pelo fato do município ser cortado pela Linha do Litoral da antiga Estrada de Ferro Leopoldina. Os trens de passageiros ligavam o município ao Rio de Janeiro e às cidades de Campos dos Goytacazes e Cachoeiro de Itapemirim, no Espírito Santo. Esses trens realizaram suas últimas paradas no município na primeira metade da década de 1980 e desde então, somente há tráfego de trens cargueiros. A linha férrea se encontra concedida à Ferrovia Centro-Atlântica nos dias atuais.

## Silva-jardinenses ilustres
Dentre os nascidos em Silva Jardim está o poeta Casimiro de Abreu, nascido na Fazenda da Prata de propriedade de sua mãe, em Correntezas.
A atriz Zezé Macedo também é natural de Silva Jardim, assim como o artilheiro Jorge Pinto Mendonça. Jorge Mendonça participou ativamente das atividades esportivas, sociais, políticas e de entretenimento da cidade, tendo até mesmo um Ginásio Poliesportivo na cidade que leva seu nome em homenagem póstuma. Outros cidadãos ilustres são Saturnino Duarte Silveira, João Duarte Silveira e o próprio Antônio da Silva Jardim, cujo nome batiza o município.